# Françoise Brion
Françoise Brion (París, Francia; 29 de enero de 1933) es una actriz francesa de cine, teatro y televisión.

## Biografía
En su carrera cinematográfica ha aparecido en 75 películas desde su debut en 1957. Es destacable también su producción televisiva y teatral.
Estuvo casada con el actor Paul Guers y con posterioridad con el director, actor, guionista y crítico de cine Jacques Doniol-Valcroze, con quien tuvo dos hijos: Simon Doniol-Valcroze, quien se convirtió en actor, y Diane Doniol-Valcroze, quien se convirtió en directora y guionista.